# Schizostella bifurcata
Schizostella bifurcata is een slangster uit de familie Gorgonocephalidae.
De wetenschappelijke naam van de soort werd in 1952 gepubliceerd door Austin Hobart Clark.